# Web Ontology Language
De Web Ontology Language (OWL) is de standaard van W3C voor het definiëren van ontologieën voor het wereldwijd web. Deze ontologieën worden door de formele semantiek gekenmerkt, gebaseerd op de standaard RDF voor objecten van W3C.

## Geschiedenis
- OIL: ontwikkeld door voornamelijk Europese onderzoekers van het EU OntoKnowledge project. Semantiek gebaseerd op Description Logics. Syntaxis gebaseerd op RDFS.
- DAML-ONT: voornamelijk in de Verenigde Staten: uitbreiden DARPA Agent Markup Language DAML. RDFS syntaxis met extensies, relatief zwakke semantiek
- DAML+OIL: Ontwikkeld door Joint EU/US Committee on Agent Markup Languages DL met RDFS syntaxis, ingediend bij het W3C.
- 2004: OWL-specificatie met formele semantiek: First order logic, link met RDF
- 2009: OWL 2 wordt als nieuwe versie op 27 oktober 2009 geïntroduceerd.

## Ontologieën
De gegevens die worden beschreven door een ontologie in de OWL-familie worden geïnterpreteerd als een verzameling "individuen" en een verzameling "eigenschappenbeweringen" die deze individuen met elkaar in verband brengen. Een ontologie bestaat uit een verzameling axiomas, die beperkingen opleggen aan verzamelingen individuen (genaamd "klassen"), en de soorten relaties die tussen hen zijn toegestaan. Deze axioma's verschaffen semantiek door systemen in staat te stellen aanvullende informatie af te leiden, op basis van de expliciet verschafte gegevens. Een volledige introductie tot de uitdrukkingskracht van OWL wordt gegeven in de OWL Guide van het W3C.
OWL ontologieën kunnen andere ontologieën importeren, waarbij informatie uit de geïmporteerde ontologie wordt toegevoegd aan de huidige ontologie.

## Semantiek

### Open wereld-veronderstelling
De talen in de OWL familie gebruiken de open wereld-veronderstelling (open world assumption). Onder deze aanname geldt dat als niet bewezen kan worden dat een uitspraak waar is met de huidige kennis, we niet de conclusie kunnen trekken dat de uitspraak onwaar is.

## Websites
- (en)  W3C. Web Ontology Language (OWL). wiki
- (en)  W3C. OWL 2 Web Ontology Language Document Overview (Second Edition), 11 december 2011.